# Eilema acutapex
Eilema acutapex är en fjärilsart som beskrevs av Embrik Strand 1916. Eilema acutapex ingår i släktet Eilema och familjen björnspinnare. Inga underarter finns listade i Catalogue of Life.